# Więckowice (Cracovie)
Pour les articles homonymes, voir Więckowice.
Więckowice est une localité polonaise de la gmina de Zabierzów, située dans le powiat de Cracovie en voïvodie de Petite-Pologne.